# 团城湖
39°59′09″N 116°15′52″E / 39.9859°N 116.2645°E
团城湖位于北京市颐和园西部，昆明湖西堤西侧，是北京的水源地，属一级水源保护区。
1960年代建成的京密引水渠将密云水库的水引入团城湖，向北京城供水，每日可供水120万立方米，城内约65%的居民都在饮用这里的水。
位于团城湖以南的团城湖调节池是南水北调中线的终点，是北京市内配套工程的重要组成部分。其调蓄库容127万立方米，总占地面积76公顷，水面面积33公顷。而团城湖明渠则是南水北调工程北京段的唯一一段明渠。